# Barry Scheck

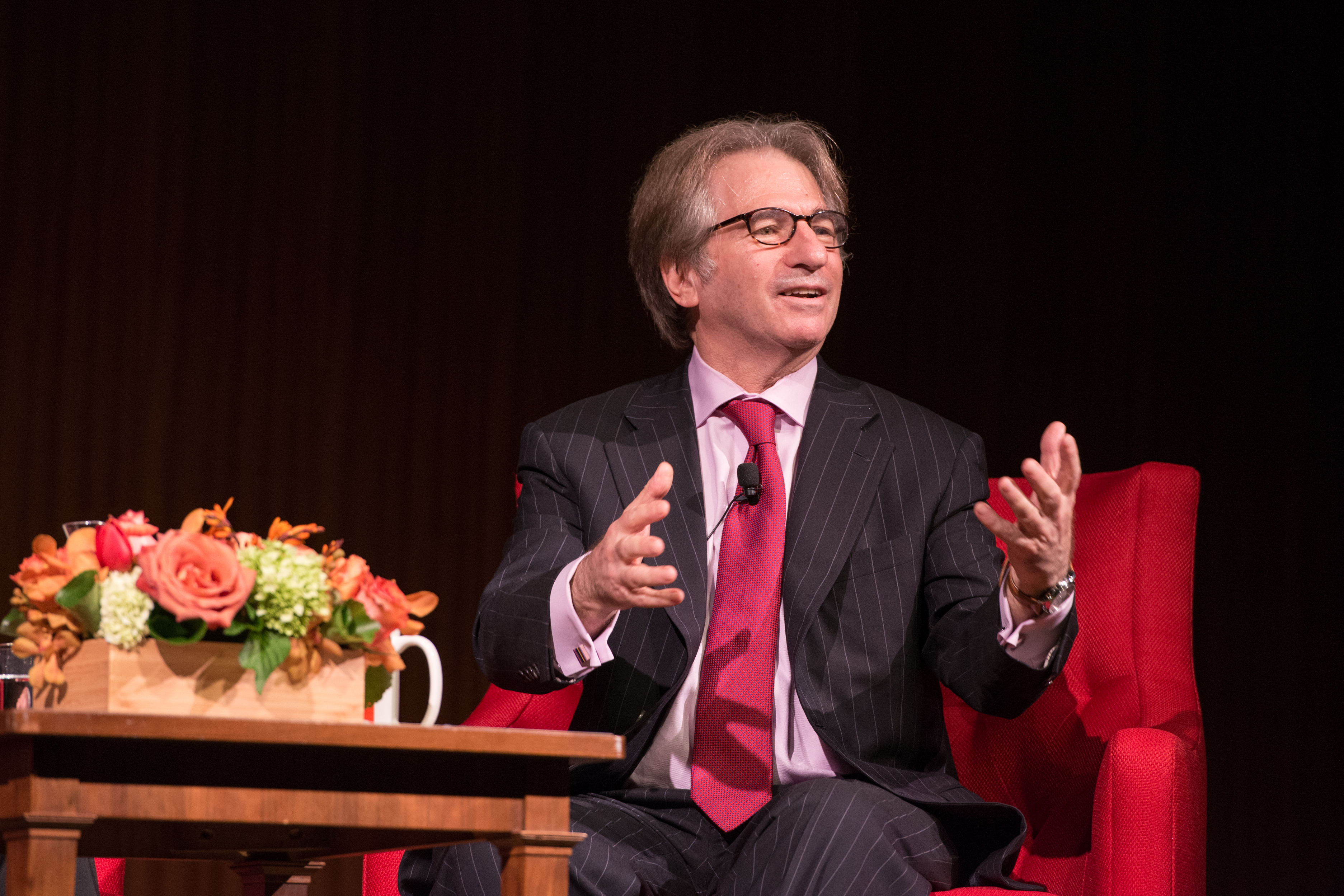
Barry Scheck (2014)

Barry Scheck (* 19. September 1949) ist ein US-amerikanischer Strafverteidiger und Professor. Weltweite Bekanntheit erlangte er im Jahr 1994 als Verteidiger im Strafprozess gegen O. J. Simpson.

## Leben und Karriere
Scheck wurde in New York City im Stadtteil Queens geboren. Er studierte Amerikanistik und Wirtschaft an der Yale University und schloss sein Studium im Jahr 1971 mit einem B.A. ab. Im Jahr 1974 erhielt er einen Juris Doctor von der University of California at Berkeley. Seit dem Studium arbeitet Scheck als Strafverteidiger. Er ist Gründer und Partner der Kanzlei Neufeld Scheck & Brustin in New York. Seit 1977 lehrte er in verschiedenen Positionen an der Benjamin N. Cardozo School of Law, zuletzt als Rechtsprofessor.
Scheck gilt als führender Experte auf dem Gebiet der DNA-Analyse in Strafprozessen. Zusammen mit seinem Partner Peter Neufeld gründete er die Organisation Innocence Project, die sich auf die Aufhebung falscher Schuldsprüche mit Hilfe von DNA-Beweisen konzentriert. Seit dem Bestehen des Projektes wurden Freisprüche von über 250 Personen erreicht. 15 davon waren zum Tode verurteilt worden.
Weltweite Bekanntheit erreichte Scheck im Jahr 1994 im Strafprozess gegen O. J. Simpson. Durch seine Expertise war es möglich, einen Großteil der von den Staatsanwälten vorgebrachten DNA-Beweise in Zweifel zu ziehen. Schecks Arbeit wird in wesentlichen Teilen mitverantwortlich dafür gemacht, dass die Verteidigung einen Freispruch für Simpson erreichen konnte.